# Bithynia mostarensis
Bithynia mostarensis е вид коремоного от семейство Bithyniidae.

## Разпространение
Видът е разпространен в Босна и Херцеговина.